# USS Barney (DD-149)
USS Barney (DD–149) là một tàu khu trục thuộc lớp Wickes của Hải quân Hoa Kỳ trong giai đoạn Chiến tranh Thế giới thứ nhất, sau được cải biến thành tàu phụ trợ AG-113 vào giai đoạn cuối Chiến tranh Thế giới thứ hai. Nó là chiếc tàu chiến thứ hai của Hải quân Hoa Kỳ được đặt tên theo Thiếu tướng Hải quân Joshua Barney (1759-1818).

## Thiết kế và chế tạo
Barney được đặt lườn vào ngày 26 tháng 3 năm 1918 tại xưởng tàu của hãng William Cramp & Sons ở Philadelphia, Pennsylvania. Nó được hạ thủy vào ngày 5 tháng 9 năm 1918, được đỡ đầu bởi cô Nannie Dornin Barney, chắt của Thiếu tướng Barney, và được đưa ra hoạt động vào ngày 14 tháng 3 năm 1919 dưới quyền chỉ huy của Hạm trưởng, Thiếu tá Hải quân J. L. Kauffman.

## Lịch sử hoạt động
Barney trình diện để hoạt động cùng Đội khu trục 19 trực thuộc Hạm đội Đại Tây Dương, và tham gia các cuộc tập trận hạm đội và cơ động dọc theo vùng bờ Đông cho đến ngày 30 tháng 6 năm 1922, khi nó được cho xuất biên chế tại Philadelphia. Được cho nhập biên chế trở lại vào ngày 1 tháng 5 năm 1930, Barney hoạt động cùng với Hải đội Khu trục thuộc Lực lượng Tuần tiễu dọc theo vùng bờ Đông và tại vùng biển Caribe, cho đến khi băng qua kênh đào Panama vào tháng 2 năm 1932 để tham gia tập trận Vấn đề Hạm đội ngoài khơi San Francisco. Tiếp tục ở lại vùng bờ Tây, nó phục vụ trong một thời gian với biên chế rút gọn cùng Hải đội Khu trục 20 thuộc Lực lượng Tuần tiễu. Đến năm 1935 nó thực hiện chuyến đi cùng với Đội khu trục 3 đến Alaska rồi đến Honolulu, và sau đó đến khu vực Puget Sound để tập trận hạm đội.
Quay trở lại vùng bờ Đông, Barney thực hiện các chuyến đi huấn luyện cùng với Hải đội huấn luyện 10 cho đến tháng 11 năm 1936, khi nó được cho xuất biên chế. Được cho nhập biên chế trở lại vào ngày 4 tháng 10 năm 1939, nó phục vụ tuần tra cùng Đội 66 thuộc Hải đội Đại Tây Dương, và trong năm tiếp theo cùng Đội tuần tra Duyên hải thuộc Lực lượng Phòng thủ Quân khu 18 Hải quân.
Từ tháng 12 năm 1941 đến tháng 11 năm 1943, Barney được phân về vùng biển Caribe hộ tống các đoàn tàu vận tải đi lại giữa Trinidad Tây Ấn thuộc Anh và vịnh Guantánamo, Cuba. Vào ngày 18 tháng 9 năm 1942, nó va chạm với tàu chị em Greer, bị hư hại nặng và hai thành viên thủy thủ đoàn thiệt mạng do rơi xuống biển. Cả hai con tàu phải quay trở về Willemstad, Curaçao, Tây Ấn thuộc Hà Lan, nơi việc sửa chữa tạm thời được tiến hành, rồi Barney khởi hành quay về Xưởng hải quân Charleston. Việc sửa chữa triệt để hoàn tất vào tháng 12 năm 1942, và nó quay trở lại khu vực biển Caribe.
Từ ngày 14 tháng 1 đến tháng 5 năm 1944, Barney hoàn tất hai chuyến hộ tống đoàn tàu vận tải vượt Đại Tây Dương đến Bắc Phi. Từ tháng 5 năm 1944 đến tháng 2 năm 1945, nó lại hộ tống các đoàn tàu vận tải tại vùng biển Caribe. Sang tháng 3 năm 1945, nó được phân về Lực lượng Đặc nhiệm 25 tham gia các hoạt động huấn luyện cùng tàu ngầm tại các eo biển Long Island và Block Island. Đến ngày 30 tháng 6 năm 1945, nó được xếp lại lớp như tàu phụ trợ với ký hiệu lườn AG-113. Barney được cho ngừng hoạt động vào ngày 30 tháng 11 năm 1945 và bị bán để tháo dỡ vào ngày 13 tháng 10 năm 1946.

## Phần thưởng
Barney được tặng thưởng một Ngôi sao Chiến trận do thành tích phục vụ trong Thế Chiến II.